# Chemchem (Dodoma)
Chemchem è una circoscrizione (ward) della Tanzania situata nel distretto urbano di Kondoa, regione di Dodoma. Conta una popolazione di 8 351 abitanti (censimento 2022).